# Marvelle Harris
Marvelle Martray Harris (San Bernardino, 16 dicembre 1993) è un cestista statunitense.

## Palmarès
- Campionato danese: 1

Bakken Bears: 2021-2022